# Van Ewijcksluis
Van Ewijcksluis is een dorp in de gemeente Hollands Kroon in de Nederlandse provincie Noord-Holland.
Van Ewijcksluis ligt in het noorden van de Anna Paulownapolder, op de rand van de Waddenzee en het Amstelmeer. De woonkern is ontstaan bij de sluis, tussen het Lage Oude Veer en het toenmalige Amsteldiep. Tegenwoordig zijn er meerdere sluizen en er ligt ook een gemaal. Het dorp is vernoemd naar Daniël Jacob van Ewijck van Oostbroek en De Bilt, die als gouverneur van de Koning betrokken was bij de inpoldering van de Anna Paulownapolder.
Van Ewijcksluis kent een eigen haven. In 1910 werd hier de tramlijn Van Ewijcksluis - Schagen aangelegd, die begon bij station Van Ewijcksluis. Tussen Wieringen en Van Ewijcksluis voer een postboot die de lijn Wieringen–Schagen compleet maakte. De lijn werd geopend op vrijdag 1 maart 1912 en was de eerste twaalf jaar vrij succesvol. Daarna kwam er langzaam de klad in en op 31 december 1934 werd de laatste rit gereden.
Tussen Van Ewijcksluis en het voormalige eiland Wieringen ligt de Amsteldiepdijk, in de volksmond beter bekend als de Kleine of Korte Afsluitdijk. In 1924 werd deze dijk gedicht. Het Amsteldiep, een van de toegangen naar de Zuiderzee, werd afgesloten en op dezelfde plaats ontstond het huidige Amstelmeer. Door de Kleine Afsluitdijk werd Wieringen met het vasteland verbonden, zodat het vanaf dat moment geen eiland meer was.
De dijk die het Amstelmeer beschermt tegen de Waddenzee was een voorbeeldproject voor de Afsluitdijk tussen Noord-Holland en Friesland. De ingenieurs staken er veel van op. Door de zachte grond verschoof het dijklichaam en werd de onderlaag er zijwaarts uitgeperst. Aan de kant van het Amstelmeer is dat nog goed te zien: langs de dijk ligt een natuurgebied dat "de verzakking" heet. De Kleine Afsluitdijk is verder van belang omdat hier voor het eerst keileem werd toegepast als bouwgrond in dijken.

## Geboren in Van Ewijcksluis
- Marina van der Es-Siewers (1913-2024), voormalig oudste inwoner van Nederland.

## Afbeeldingen

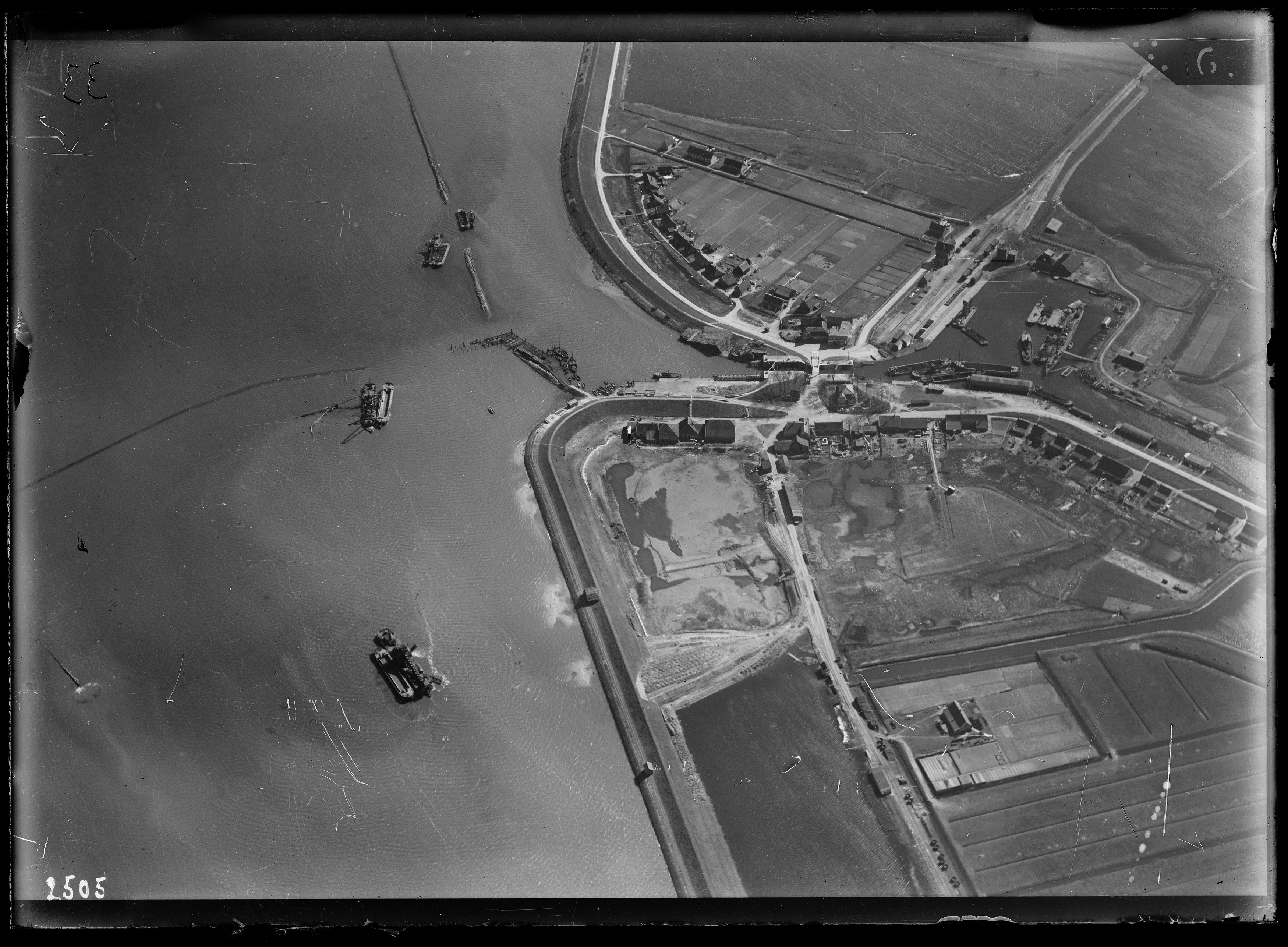
Luchtfoto van Van Ewijcksluis (1920-1940), Nederlands Instituut voor Militaire Historie.
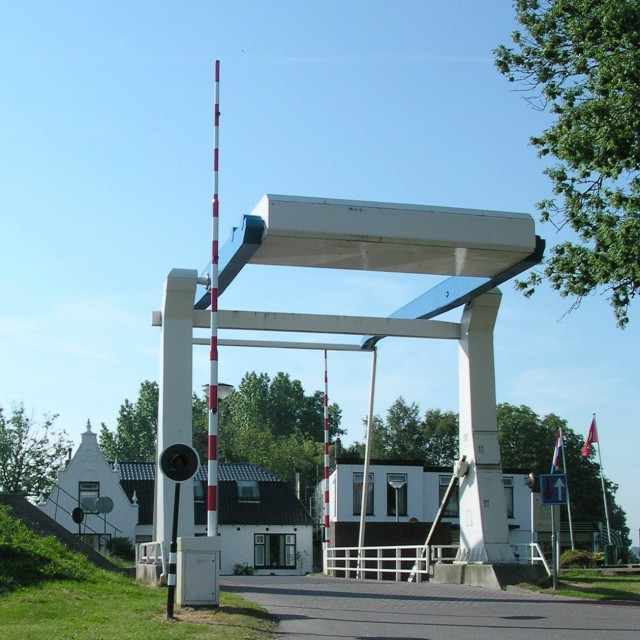
De Van Ewijcksluis brug en sluis.
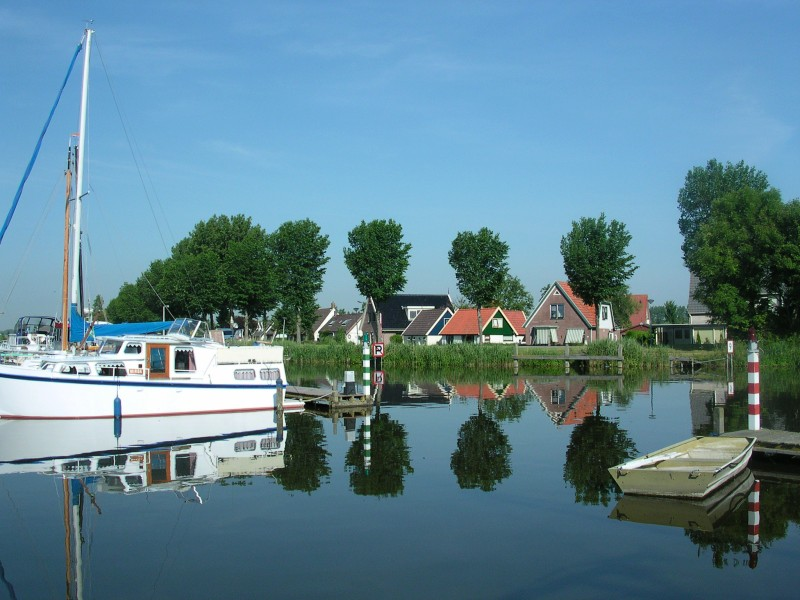
Een stukje haven en bewoning van Van Ewijcksluis.

Dorpen en gehuchten: Anna Paulowna · Barsingerhorn · Breezand · Den Oever · Haringhuizen · Hippolytushoef · De Haukes · Kleine Sluis · Kolhorn · Kreil · Kreileroord · Lutjewinkel · Middenmeer · Moerbeek · Nieuwe Niedorp · Nieuwesluis · Oosterklief · Oosterland · Oude Niedorp · Slootdorp · Smerp · Stroe · De Strook · Terdiek · Tolke (deels) · Van Ewijcksluis · Vatrop · 't Veld · Verlaat (deels) · Westerklief · Westerland · Wieringerwaard · Wieringerwerf · Winkel · Zijdewind

Buurtschappen: Blokhuizen · Dam · De Belt · De Bomen · De Elft · Emaus · Gelderse Buurt · De Gest · Groetpolder · Hanedoes · De Heid · De Hoelm · Hogebieren · Hollebalg · De Kampen · Langereis (deels) · De Leijen · Lutjekolhorn · Mientbrug · Noord-Stroe · Noordburen · Noorderbuurt · De Normer · Poolland · Spoorbuurt · Tin · Vennik (deels) · Wateringskant · De Weel (deels) · De Weere · Westeinde  · Zandburen

Noord-Holland: Steden en dorpen    Nederland: Provincies · Gemeenten